# Sant'Elpidio a Mare
Sant'Elpidio a Mare [santel'piːdjo a 'maːre] é uma comuna italiana da região dos Marche, província de Fermo, com cerca de 15.239 habitantes. Estende-se por uma área de 50 km², tendo uma densidade populacional de 305 hab/km². Faz fronteira com Civitanova Marche (MC), Fermo, Monte Urano, Montecosaro (MC), Montegranaro, Porto Sant'Elpidio.

## Demografia
| Variação demográfica do município entre 1861 e 2011                               |
|                                                                                   |
| Fonte: Istituto Nazionale di Statistica (ISTAT) - Elaboração gráfica da Wikipedia |